# Der entsorgte Vater
Der entsorgte Vater ist ein Dokumentar-Kinofilm von Douglas Wolfsperger aus dem Jahr 2008. Die Uraufführung erfolgte im Herbst 2008 bei den Internationalen Hofer Filmtagen, Kinostart war am 11. Juni 2009.

## Handlung
Douglas Wolfsperger hat seine Tochter drei Jahre nicht mehr gesehen. Er macht sich auf den Weg zu ihr, mit dem Wissen, dass dies das letzte Treffen sein könnte, weil ein Gericht gegen ihn entschieden hat.
Auf seiner Reise trifft er Väter, denen es ähnlich geht. Ihre Ex-Partnerinnen erschweren oder verhindern den Kontakt zum gemeinsamen Kind. An fünf Beispielen werden dabei persönliche Erlebnisse, Gefühle und Erfahrungen „entsorgter Väter“ subjektiv vermittelt.

## Hintergrund
Der Film thematisiert die Problematik der Rechtsstellung von Vätern in Deutschland, insbesondere den Kindesentzug durch die Mütter, da das Sorgerecht fast immer der Mutter zugesprochen wird.
Als direkt betroffener Vater hat Douglas Wolfsperger einen persönlichen, subjektiven Film gemacht. Er besuchte als Regisseur, Produzent und betroffene Person einige Kinos, in denen der Film vorgeführt wurde, und stellte sich anschließend der Diskussion.

## Kritik
„Der Entsorgte Vater ist ein sehr subjektiver Film. Weil er persönliche Erlebnisse des Regisseurs aufgreift, weil dieser selbst vor der Kamera auftritt – aber auch, weil die Sichtweise der Protagonisten unwidersprochen bleibt. Wie sich die Geschichten aus Sicht der Ex-Partnerinnen darstellen, erfährt der Zuschauer nicht. Dafür erhält er tiefe Einblicke in die Verzweiflung von ‚entsorgten‘ Vätern. Diese Subjektivität kann man Wolfsperger vorhalten. Andererseits ist Der entsorgte Vater ein leiser, unaufgeregter Film – und eine eindringliche Mahnung an Eltern, sich ihrer Verantwortung füreinander und für ihre Kinder bewusst zu sein – auch bei einer Trennung.“

„Subjektives Plädoyer für rechtlich benachteiligte Elternteile, insbesondere Väter, für die bei aller Berücksichtigung des Wohls der Kinder Besserung Not täte.“

„Dass sich an der … durchscheinenden impliziten Rollenverteilung auch im 21. Jahrhundert und in einer aufgeklärten Gesellschaft wie der unseren trotz etlicher gesetzlicher Initiativen nichts geändert hat, darin liegt die Sprengkraft dieses Film, der neben persönlichen Schicksalen auch eines der wenigen noch verbliebenen Tabus aufzeigt.
Douglas Wolfspergers Film Der Entsorgte Vater könnte gerade wegen seiner gnadenlosen und niemals verschleierten Subjektivität ein wichtiger Impuls werden, sich mit diesem Tabu näher auseinander zu setzen und Maßnahmen zu ergreifen, die endlich einmal darauf abzielen, getrennt lebenden Eltern – gleich welchen Geschlechts – einen regelmäßigen Umgang mit ihren eigenen Kindern zu ermöglichen. Es wäre – auch wenn manche Gerichte genau dies negieren – insbesondere für die weitere Entwicklung der Kinder ein längst überfälliger Schritt.“

## Juristische Auseinandersetzung
Die Mutter von Wolfspergers Tochter erwirkte gegen die Verwendung eines Fotos der Tochter im Film eine Einstweilige Verfügung. Infolgedessen haben verschiedene Kinos den Dokumentarfilm aus dem Programm gestrichen. Wolfsperger beantragte die Aufhebung der Verfügung.